# Куат Терибайулы
Куат Терибаев, Куат Терибайулы (1891, свх. Чапаева, ныне Аксуский район, Алматинской области — 1952, там же) — казахский народный акын Казахстана (1936). В 1916 году призван на тыловые работы 1-й мировой войны. После Октябрьской революции работал в местных органах управления в Алматинской области. В 1936 стал призёром республиканского айтыса. Написал жыры-терме, толгау, дастаны. Широко распространены в народе дастаны Куата «Күлсағила» «Айжан — Жанша». Состязался с акынами Т.Кобдиковым, Ж. Жантобетовым, К.Жансарбаевым («Айтыс», 1966, 3 т.). Сочинения Куата вышли в отдельном издание «Өмір жыры» (1951) и др. сборники.